# Carmo da Mata
Carmo da Mata é um município brasileiro do estado de Minas Gerais.